# 李大维 (足球运动员)
李大维（1983年1月9日—）是一名中国退役足球运动员，司职中场或锋线。
14岁时，李大维从北京来到上海加入了上海申花梯队，并被选送到巴西留学。2002年他开始进入一线队名单，并且在2004年的联赛、足协杯、亚冠比赛中各攻入了一个入球。
2005年，为了寻求稳定出场机会，李大维主动提出转会申请，加盟同城上海中邦和中邦签了两年合同。2006年，他却拒绝了俱乐部提出的降薪要求拒绝续约，选择下岗，并曾经自费赴澳大利亚试训，但由于在澳大利亚意外受伤，李大维最后只能黯然回到联城。2007年，由于俱乐部与上海申花合并，李大维再次回到上海申花，但是仍然没有进入主力阵容的机会，下半赛季被俱乐部租借到了新加坡联赛辽宁广原效力。
2008年初，李大维加盟中甲南昌八一，2009年初被挂牌。